# Orchamoplatus louiserussellae
Orchamoplatus louiserussellae là một loài côn trùng cánh nửa trong họ Aleyrodidae, phân họ Aleyrodinae.
Orchamoplatus louiserussellae được Martin miêu tả khoa học đầu tiên năm 1999.